# Asura rosea
Asura rosea är en fjärilsart som beskrevs av George Francis Hampson 1891. Asura rosea ingår i släktet Asura och familjen björnspinnare. Inga underarter finns listade i Catalogue of Life.